# Vol Aerosucre 157
Le vol Aerosucre 157 est un vol cargo régulier entre Puerto Carreño et Bogota, en Colombie. Le 20 décembre 2016, le Boeing 727-200F qui assurait ce trajet a dépassé l'extrémité de la piste lors du décollage, heurtant la clôture d'enceinte et plusieurs autres obstacles sur sa trajectoire, avant de prendre son envol ; l'équipage a finalement perdu le contrôle de l'avion, qui s'est écrasé à 7 km de l'aéroport. Sur les six personnes présentes à bord, une seule a survécu au crash, malgré de graves blessures.
L'enquête qui a suivi a révélé qu'un certain nombre de facteurs, dont un poids au décollage supérieur au maximum autorisé, une procédure de décollage incorrecte et un léger vent arrière, ont empêché l'avion de décoller sur la longueur de piste disponible.

## Avion et équipage

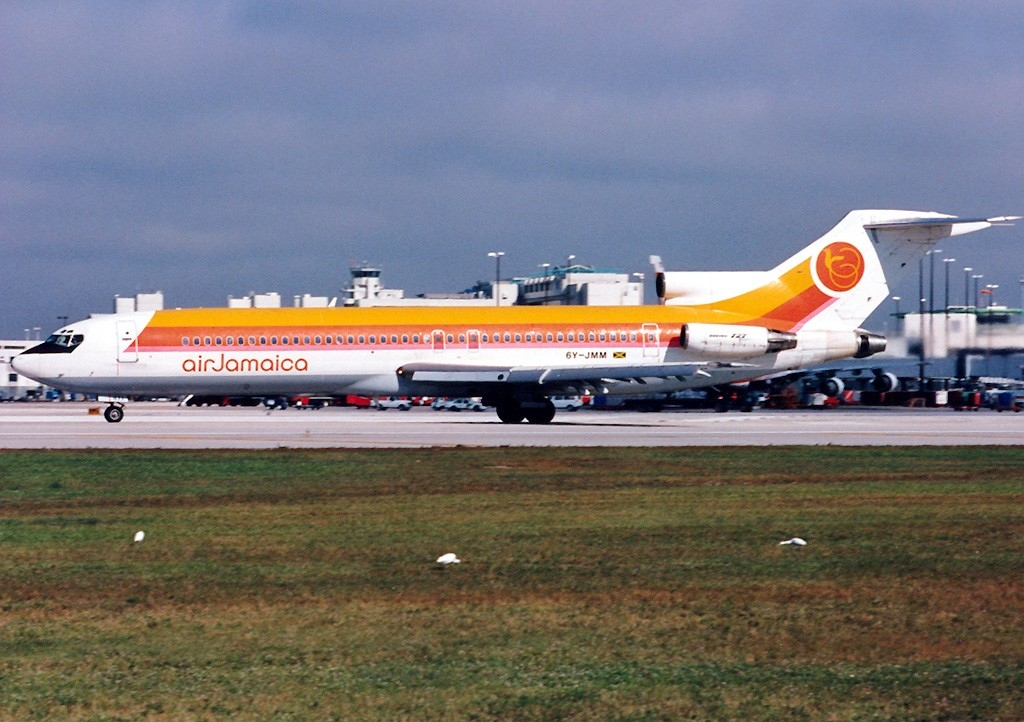
L'appareil impliqué dans l'accident, alors qu'il opérait pour Air Jamaica (6Y-JMM), ici à l'aéroport international de Miami en décembre 1994.

L'appareil impliqué dans l'accident était un Boeing 727-2J0 Adv immatriculé HK-4544 (numéro de série 21105/1158) et propulsé par trois moteurs Pratt & Whitney JT8D-15 (HK3). Il est entré en service en 1975, alors en tant qu'avion de passagers pour Air Jamaica jusqu'en 1997. Par la suite, il a été converti en avion cargo, puis il a commencé à voler pour la compagnie colombienne Aerosucre en 2008. Au moment de l'accident, il totalise 60 199 heures de vol.
Le commandant de bord était Jaime Cantillo (58 ans), qui travaillait pour Aerosucre depuis 1997 et avait obtenu la licence de pilote sur Boeing 727 en 2005. Il cumulé 8 708 heures de vol, dont 6 822 heures sur 727. Le copilote était Mauricio Guzmán (39 ans), qui travaillait pour la compagnie aérienne depuis 2008 et totalisait 3 285 heures de vol, toutes effectuées sur 727. L'officier mécanicien navigant était Pedro Duarte (72 ans), qui avait rejoint Aerosucre en 2013 et comptait 1 612 heures de vol, bien que son expérience de vol sur le 727 soit inconnue.

## Accident
Le vol 157 est arrivé à l'aéroport Germán-Olano de Puerto Carreño, le jour de l'accident, à 14 h 48 heure locale, après un vol cargo en provenance de l'aéroport international El Dorado de Bogota. L'équipage a alors déchargé 20 423 livres (9 264 kg) de fret. Bien que le manifeste indiquant la masse et le centrage lors de ce vol n'ait pas été retrouvé, les enquêteurs ont présumé qu'un peu moins de 20 000 livres (9 100 kg) de fret, réparti sur neuf palettes, ont été chargés pour le vol retour à destination de Bogotá. 
Le 727 a ensuite roulé jusqu'au seuil de la piste 25 ; l'équipage a ensuite réglé les volets à 30° pour le décollage, et l'avion a commencé sa course au décollage à 17 h 18. Il a utilisé la totalité des 1 800 m de piste disponibles, mais n'a pas réussi à s'arracher du sol. Il a parcouru 95 m supplémentaires sur de l'herbe et a heurté la clôture périphérique de l'aéroport. Il a ensuite traversé une route située dans le périmètre de l'aéroport, où de nombreux motocyclistes et piétons ont évité de justesse d'être heurtés par l'avion. 
Après avoir traversé la route, le 727 est entré en collision avec un hangar et un arbre, avant de finalement décoller. L'impact initial a arraché le train d'atterrissage principal droit de l'avion, endommagé les volets intérieurs droits, provoqué une perte de puissance du moteur n°3 et gravement endommagé un des systèmes hydrauliques, provoquant une fuite. L'avion a ensuite atteint une altitude de 790 pieds (240 m), puis a amorcé un léger virage en descente vers la droite, qui a complété un arc de près de 270°, avant de s'écraser sur un terrain plat, prenant feu immédiatement à l'impact. Le crash a été filmé par certains des motocyclistes présents sur la route périphérique traversée par l'avion.

## Victimes
Le plan de vol indiquait cinq personnes à bord (les trois pilotes, le responsable de chargement et un mécanicien), mais une sixième personne, un passager non autorisé qui ne figurait pas sur le plan de vol, était présente à bord. Quatre personnes sont mortes sur le coup et deux ont survécu à l'impact, mais l'un des survivants est décédé plus tard des suites de ses blessures. Le seul survivant était le mécanicien de vol, Diego Armando Vargas Bravo.

## Enquête
Le Grupo de Investigación de Accidentes Aéreos (GRIAA), le groupe d'enquête de l'autorité de l'aviation civile colombienne (UAEAC ou Aerocivil), a conclu que trois facteurs importants ont prolongé la course de décollage de l'avion de 1 250 pieds (380 m), entraînant une sortie de piste qui a finalement conduit à l'accident :
- L'équipage a calculé par erreur une vitesse de rotation (Vr) supérieure de 5 nœuds (9 km/h) à celle nécessaire.
- La piste de décollage choisie était soumise à un vent arrière de 4 nœuds (7 km/h), augmentant ainsi la distance parcouru par l'avion.
- Le commandant de bord, alors pilote en fonction (PF), a tiré trop lentement sur le manche, faisant ainsi cabrer l'avion à environ 1°/s au lieu de 2 à 3°/s.

De plus, bien que les calculs initiaux aient suggéré que l'avion volait dans les limites de poids autorisées, les enquêteurs estiment, en se basant sur les vitesses de décollage utilisées par l'équipage, que l'avion était en réalité près d'une tonne au-dessus de son poids maximal autorisé au décollage, qui est de 165 000 livres (74 700 kg).
L'enquête a également permis de déterminer que, à la suite de la perte de pression dans les deux principaux systèmes hydrauliques causée par l'impact avec les obstacles au sol, l'équipage n'a pas activé le système hydraulique de secours, ce qui lui aurait permis de garder le contrôle de l'avion, malgré les importants dégâts subis pendant le décollage.
À la suite de cet accident, Aerosucre, a été reconnu coupable d'infraction à la réglementation aérienne, puisque l'aéroport Germán-Olano n'était pas autorisé à accueillir le Boeing 727-200, et Aerocivil a permis que cette infraction perdure pendant plusieurs années, en raison d'un manque de surveillance et de supervision de la compagnie aérienne.